# Holly Hein
Holly Elizabeth Hein (* 1. Oktober 1991 in Castaic, Kalifornien) ist eine US-amerikanische Fußballspielerin.

## Karriere
Während ihres Studiums an der University of Michigan lief Hein für die dortige Hochschulmannschaft der Michigan Wolverines auf. Parallel dazu spielte sie von 2011 bis 2012 bei den Santa Clarita Blue Heat und 2013 für die Ottawa Fury Women, jeweils in der W-League. Unmittelbar vor Saisonbeginn 2014 wurde Hein von der neugegründeten Franchise der Houston Dash verpflichtet und debütierte dort am 12. April bei einer Heimniederlage gegen den Portland Thorns FC. Anfang Juni 2014 wurde sie nach acht Einsätzen von ihrer Franchise freigestellt und schloss sich Ende Juli dem Ligakonkurrenten Seattle Reign FC an. Dort kam sie jedoch im weiteren Saisonverlauf zu keinem Einsatz mehr, ehe ihr Vertrag im Januar 2015 aufgelöst wurde.
Daraufhin wechselte Hein zum finnischen Erstligisten Åland United.